# Hulaj dusza
Hulaj dusza – album kompilacyjny zawierający instrumentalne nagrania studyjne i koncertowe zespołu Świadectwo Dojrzałości z 1977 roku. Wydany nakładem wydawnictwa Gad Records.

## Historia
Świadectwo Dojrzałości to zapomniane, lecz ważne ogniwo w dziejach polskiego jazz-rocka. Lider zespołu, Wojciech Bruślik, zaprosił do współpracy doświadczonych muzyków rockowych – Dariusza Kozakiewicza, Wojciecha Morawskiego i Krzysztofa Orłowskiego oraz jazzowego saksofonistę, Szczepana Dudka. Tak skonstruowana supergrupa pojechała na festiwal Jazz nad Odrą z zamiarem wygrania go, ponieważ taki był cel, który udało się zrealizować – mimo oburzenia części słuchaczy i dziennikarzy. Na płycie znalazł się komplet zachowanych nagrań Świadectwa Dojrzałości. Pięć nagrań radiowych uzupełnia kompletny występ zespołu podczas koncertu finałowego na festiwalu Jazz nad Odrą. W książeczce znajduje się historia zespołu i liczne zdjęcia, autorstwa Marka Karewicza.

## Lista utworów[2]
1. Błotnik – 6:36
2. Ladaco – 5:28
3. Świątynia dumania – 6:06
4. Hulaj dusza – 5:18
5. Aksjomat – 7:36
6. Błotnik – 7:23
7. Świątynia dumania – 05:19 8)
8. Hulaj dusza – 5:57
9. Złota rączka – 4:38

- Muzyka: Wojciech Bruślik (1-3, 5-9), Dariusz Kozakiewicz (4)
- Nagrania z koncertu finałowego w ramach festiwalu Jazz nad Odrą, dn. 20.03.1977 (6-9)[1][3]

## Skład zespołu[2]
- Dariusz Kozakiewicz – gitara elektryczna
- Szczepan Dudek – saksofon sopranowy, saksofon altowy
- Krzysztof Orłowski – fortepian elektryczny, syntezatory
- Wojciech Bruślik (lider) – gitara basowa
- Wojciech Morawski – perkusja

## Gościnnie[2]
- Wojciech Kowalewski – instrumenty perkusyjne (1-5)

## Opracowanie[3]
- Michał Wilczyński – producent
- Łukasz Hernik – współproducent
- Waldemar Walczak (1-5), nieznany (6-9) – realizacja dźwięku
- sovadesign.pl – projekt graficzny
- Marek Karewicz – zdjęcia
- Przemysław Pomarański – obróbka zdjęć